# James Borges
James Borges (* 1988 in Luxemburg) ist ein luxemburgischer Popsänger, portugiesischer Abstammung, der 2012 in der Castingshow der 2. Staffel von The Voice of Germany den 4. Platz belegte.

## Leben und Karriere
Im Jahr 2012 bewarb sich Borges bei The Voice of Germany. Im Team BossHoss schaffte er es bis ins Finale und wurde schließlich 4. Im Halbfinale trug er seinen eigenen Song Lonely vor und wurden von den Zuschauern ins Finale gewählt. Im Finale sang er erneut Lonely und zusammen mit Gaststar Nelly Furtado Waiting for the Night. Zudem trat er noch mit seinen Coaches auf und sang It’s Not Unusual von Tom Jones. Nach dem Finale stieg er mit seinem Lied Lonely in die deutschen Singlecharts ein.
Sein Erfolg bei The Voice of Germany war umso deutlicher, als er nicht mit Anrufern aus seinem Heimatland rechnen konnte.
Am 12. Dezember 2012 organisierte Borges luxemburgische Heimatgemeinde Rümelingen einen Busshuttle ins deutsche Trier, um auch ein bisschen per Telefon abstimmen zu können. Den ca. 200 Rümelinger Fans hatte sich auch Bürgermeister Henri Haine angeschlossen, um den derzeit bekanntesten Sohn des Ortes zu feiern.